# Batna
La ciudad de Batna (también Bâtnah) es la capital de la provincia homónima de Argelia. Su población es de 285.800 habitantes (cálculo de 2004) lo que la convierte en la quinta ciudad de Argelia, y la principal de la zona chaoui.
La historia de Batna es relativamente breve, ya que fue construida por los franceses en 1844 como campamento militar para proteger una carretera en dirección al desierto del Sahara. 
Su principal atractivo son las ruinas de Lambaesis, que se encuentran en su proximidad.

## Hermanamiento
- Bir Lehlu, Sáhara Occidental

- Datos: Q338844
- Multimedia: Batna / Q338844